# Jona
För andra betydelser, se Jona (olika betydelser).

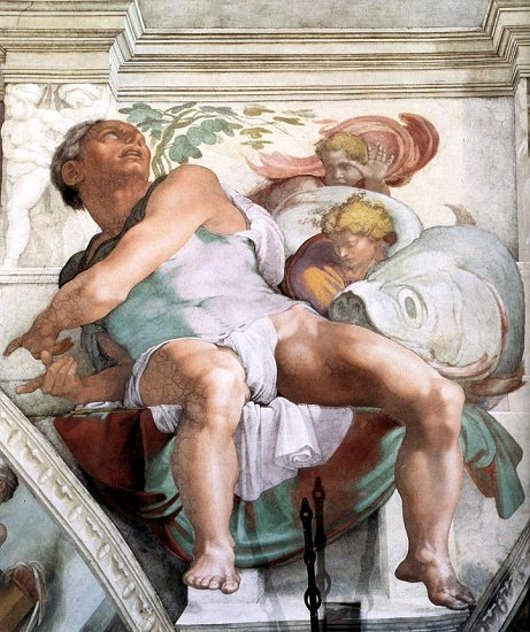
Jona (Michelangelo, Sixtinska kapellet).

Jona eller Jonah, även Jonas (hebreiska: יוֹנָה (Yônâh eller Yonáh), arabiska: يُونَان (Yūnān eller Yōnān), grekiska: Ιωνάς (Ionás), klassisk grekiska: Ἰωνᾶς (Iōnâs), latin: Iōnās eller Iōnā), Amittajs son, är en av profeterna i judendomens Neviim ("profeterna") och kristendomens Gamla Testamente. Han nämns först i Andra Kungaboken 14:25 som samtida med kung Jerobeam II, kung i Israel under första hälften av 700-talet f.Kr.
Jona är även huvudperson i boken med samma namn i GT. Boken ingår i den s.k. tolvprofetsboken, som ligger sist i GT i protestantisk kanon.

## Jonas bok
I Jonas bok beskrivs hur Gud kallar mannen Jona att bege sig till Nineve för att profetera straff över dem som en följd av deras ondska. (Jon 1)
Jona är dock motvillig och flyr istället till Tarsis (Jon 3) via båt. En stor storm sveper förbi och sjömännen befarar att de ska sjunka. De kastar sin last överbord och ber till sina gudar efter hjälp. Jona sover dock under däck men blir väckt av sjömännen som frågar honom vem han är. Han svarar:
"Jag är hebré...jag dyrkar Herren, himlens Gud, han som har gjort både hav och land." Jon 1:9 
Jona förklarar sedan att han är på flykt undan Gud och att de borde kasta honom över bord ifall de vill att stormen ska lugna sig. Till slut gör också sjömännen detta, och stormen bedarrar. Jona blir svald av en stor fisk och befinner sig inuti fisken i tre dagar. Där ber Jona till Gud och kommer på bättre tankar, varpå fisken spyr upp profeten på land.  Därefter beger han sig till Nineve och framför Guds budskap till dem. Folket utlyser då en stor fasta och omvänder sig, vilket leder till att Gud avstod från att straffa dem. Budskapet är att uppriktig omvändelse och bön om förlåtelse är vägen till försoning med Gud.
Att folket omvänder sig verkar reta Jona som blir arg, han vill att folket ska få sin dom. Reaktionen tangerar frågan "Hur kan Gud skona ett ondskefullt folk?". Jona drar sig undan för att betrakta staden på avstånd. Då låter Gud en växt växa upp och ge Jona skugga. Växten dör dock snart och detta retar Jona ytterligare. Boken avslutas med en fråga:
Herren sade:
"Du bekymrar dig för ett träd som du inte har lagt ner något
arbete på och som du inte själv fått att växa, som kom till på en natt och försvann på en natt.
Skulle då inte jag bekymra mig om Nineve, den stora staden, där det bor över 120 000 människor,
som inte ens kan skilja på höger och vänster - och dessutom många djur."
Jona 4:10-11 (Bibeln 2000)

### Teologi
Det finns flera olika teologiska budskap i Jonas bok. Nedan följer ett försök till en kort översikt.
- Kallelsen

Att bli kallad av Gud
Att ignorera kallelsen
Tro och tvivel på kallelsen
- Guden som bryr sig om alla

I berättelsen skildras en Gud som bryr sig om alla människor, även hedningarna och djuren.
- Den förlåtande Guden

I berättelsen skildras Gud som redo att förlåta, om man bara vänder om från sina synder.

### Stil och genre
Genren i boken är omdebatterad och det finns olika förslag: Historisk skildring, novell, liknelse, allegori, undervisande berättelse mm. Boken är unik eftersom det i stor utsträckning är en berättelse om en profet, snarare än profetutsagor. Författaren verkar hämta inspiration från gammaltestamentlig vishetslitteratur och använder sig gärna av överdrifter. Exempel på överdrifter kan hittas i bokens början:
Herren sänder en stark vind. Sjömännens fruktan är stor. Fisken är stor. Jonas missnöje är stort. Nineve är en stor stad. Till detta kan även valet av staden som profeten flyr till tillhöra (Tarshish). Denna stad var den kända världens västligaste utpost, och Nineve låg i sin tur i öst. Detta ses som ett stilmedel som författaren har använt.
Ett annat drag som kan tyda på att berättelsens form är av skönlitterärt drag är hur djuren ges en särskild plats. Jona sväljs av en fisk. Fastan i Nineve omfattar även djuren (jon 3:7) och till det stora folkmängden i Nineve nämns det att det dessutom finns många djur. (Jon 4:11)

### Stor fisk eller valfisk
Djuret som sväljer Jona nämns ursprungligen i Bibeln som en fisk. Via senare (fel)översättningar till latin och andra europeiska språk har dock införts valfisk (äldre svenskt ord för val). Djurets identitet som val har bland annat presenterats via en Carl Milles-skulptur.

## Jona-tecknet
I Matteusevangeliet vill några skriftlärda och fariséer att Jesus skall ge dem ett tecken för att övertyga dem om vem han är. Till svar får de bland annat:
| ”                | Detta onda och trolösa släkte kräver ett tecken, men det skall inte få något annat tecken än Jona-tecknet. Ty liksom profeten Jona var i den stora fiskens buk i tre dagar och tre nätter skall Människosonen vara i jordens inre i tre dagar och tre nätter. | „ |
| – Matt. 12:39-40 | |   |

Jesus jämför i sitt svar Jonas vistelse i fiskens buk med sin egen död och uppståndelse. I båda fallen handlar det om att återvända till livet efter tre dagars bortavaro. Jesus gör ytterligare en hänvisning till Jonas berättelse i Lukasevangeliet 11:29f där han säger:
| ”               | Detta släkte är ett ont släkte. Det vill ha tecken, men de skall inte få något annat än Jona-tecknet. Ty liksom Jona blev ett tecken för folket i Nineve skall Människosonen bli det för detta släkte... Ty de omvände sig vid Jonas förkunnelse, men här finns något som är förmer än Jona. | „ |
| – Luk. 11:29-32 | |   |

Jämförelse av personer i bibliska sammanhang kallas inom exegetiken för typologi.